# Johann Georg Walch
Johann Georg Walch (17 de junho de 1693 – 13 de janeiro de 1775) foi um teólogo luterano alemão.

## Vida
Nasceu em Meiningen, onde seu pai, Georg Walch, era superintendente geral. Estudou nas universidades de Leipzig e Jena, tendo entre seus professores Johann Franz Buddeus, cuja única filha ele viria a se casar. Em 1716, publicou uma obra intitulada Historia critica Latinae linguae, que rapidamente se tornou amplamente utilizada. Dois anos depois, tornou-se professor extraordinarius de filosofia na Universidade de Jena.
Em 1719, foi nomeado professor ordinarius de retórica, em 1721 de poesia, e em 1724 professor extraordinarius de teologia. Em 1728, passou a ser professor ordinarius de teologia e, em 1730, professor primarius.
Sua posição teológica representava uma ortodoxia luterana moderada, profundamente influenciada pela filosofia e pelas controvérsias do período deísta. Suas aulas universitárias e obras publicadas abrangiam amplamente os diversos ramos da história da igreja, em especial a literatura e as controvérsias eclesiásticas, bem como a dogmática, ética e teologia pastoral.
Entre suas obras mais valiosas estão:
- Bibliotheca theologica (1757–1765);
- Bibliotheca patristica (1770);
- sua edição das obras de Martinho Lutero em 24 volumes (1740–1752);
- Historische und theologische Einleitung in die religiösen Streitigkeiten, welche sonderlich ausser der evangelische-lutherischen Kirche entstanden (5 volumes, a partir de 1733);
- a obra complementar Einleitung in die Religionsstreitigkeiten der evangel.-luth. Kirche (1730–1739);
- Philosophisches Lexikon (1726, 4ª ed. 1775).

Também é relevante sua obra Historia logicae, publicada em Leipzig em 1721.
Sua biografia completa, incluindo uma lista de suas 287 obras, foi publicada anonimamente por seu filho Christian Wilhelm Franz Walch sob o título Leben und Charakter des Kirchenraths J. G. Walch (Jena, 1777). Ver também Wilhelm Gass, Protestantische Dogmatik, vol. III, p. 205 e seguintes.
Seus filhos, Johann Ernst Immanuel e Christian Wilhelm Franz Walch, também se destacaram como teólogos. Seu filho Karl Friedrich Walch tornou-se professor de direito.

Johann Georg Walch faleceu em Jena no dia 13 de janeiro de 1775.